# Pluton (wojsko)

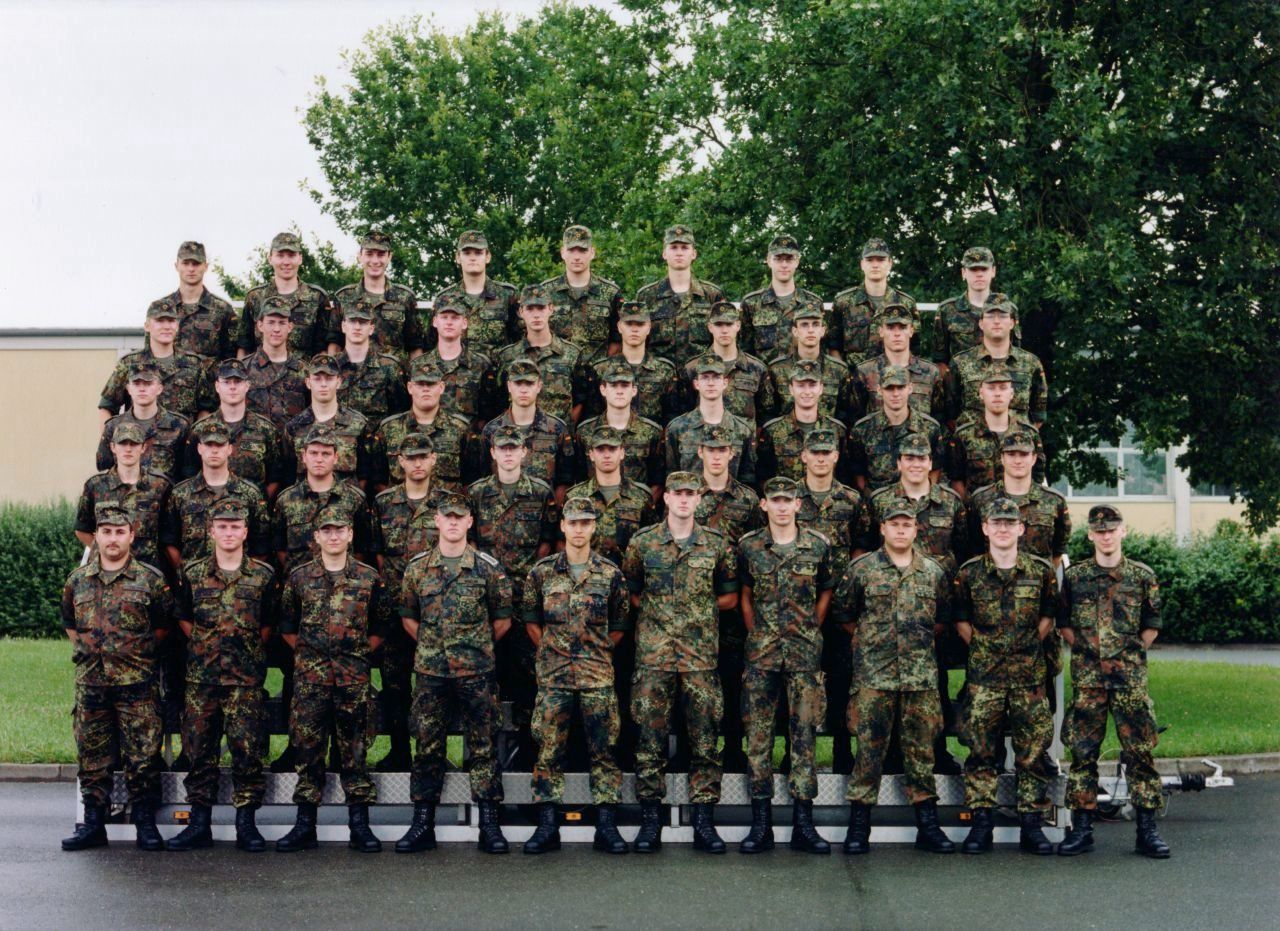
Pluton armii niemieckiej

Oznaczenie plutonu piechoty wojsk własnych na mapach NATO

Pluton – jednostka organizacyjna wojska, pododdział w składzie 2–5 drużyn, działonów, sekcji lub załóg wozów bojowych. Występuje we wszystkich rodzajach wojsk. Wchodzi najczęściej w skład kompanii, baterii albo szwadronu. Niekiedy występuje samodzielnie na szczeblu batalionu (dywizjonu) lub pułku. Może mieć jednorodną strukturę organizacyjną (gdy składa się z drużyn jednego rodzaju) albo składać się z drużyn o różnej organizacji i przeznaczeniu.
Jest podstawową jednostką w szkoleniu (odpowiednikiem klasy w szkole albo grupy na studiach). Przeważnie jest to najmniejszy pododdział etatowo dowodzony przez oficera, najczęściej porucznika.